# Liste der Vorsitzenden des Rates für handelsbezogene Aspekte der Rechte des geistigen Eigentums
Die Liste der Vorsitzenden des Rates für handelsbezogene Aspekte der Rechte des geistigen Eigentums der Welthandelsorganisation (WTO) führt alle Personen auf, die den Vorsitz des Rates für handelsbezogene Aspekte der Rechte des geistigen Eigentums der WTO innehatten.
Der Punkt Datum bezeichnet das Treffen des Allgemeinen Rates, bei dem der Konsens über die Person, die das Amt ausüben soll, festgestellt wurde.

## Liste
| Jahr        | Amtsträger                | Nationalität  | Datum             |        |
| ----------- | ------------------------- | ------------- | ----------------- | ------ |
| 1995        | Stuart Harbinson          | Hongkong      | 31. Januar 1995   | [ 1 ]  |
| 1996 – 1997 | Wade Armstrong            | Neuseeland    | 13. Dezember 1995 | [ 2 ]  |
| 1997 – 1998 | Carmen Luz Guarda         | Chile         | 7. Februar 1997   | [ 3 ]  |
| 1998 – 1999 | Istvan Major              | Ungarn        | 19. Februar 1998  | [ 4 ]  |
| 1999 – 2000 | Carlos Pérez del Castillo | Uruguay       | 16. Februar 1999  | [ 5 ]  |
| 2000 – 2001 | Chak Mun See              | Singapur      | 8. Mai 2000       | [ 6 ]  |
| 2001 – 2002 | Boniface Guwa Chidyausiku | Simbabwe      | 9. Februar 2001   | [ 7 ]  |
| 2002 – 2003 | Eduardo Pérez Motta       | Mexiko        | 15. Februar 2002  | [ 8 ]  |
| 2003 – 2004 | Vanu Gopala Menon         | Singapur      | 10. Februar 2003  | [ 9 ]  |
| 2004 – 2005 | Joshua Law                | Hongkong      | 11. Februar 2004  | [ 10 ] |
| 2005 – 2006 | Choi Hyuck                | Südkorea      | 15. Februar 2005  | [ 11 ] |
| 2006 – 2007 | C. Trevor Clarke          | Barbados      | 8. Februar 2006   | [ 12 ] |
| 2007 – 2008 | Yonov Frederick Agah      | Nigeria       | 7. Februar 2007   | [ 13 ] |
| 2008 – 2009 | Gail Marie Mathurin       | Jamaika       | 6. Februar 2008   | [ 14 ] |
| 2009 – 2010 | Karen Tan                 | Singapur      | 3. Februar 2009   | [ 15 ] |
| 2010 – 2011 | Martin Glass              | Hongkong      | 22. Februar 2010  | [ 16 ] |
| 2011 – 2012 | Federico A. González      | Paraguay      | 22. Februar 2011  | [ 17 ] |
| 2012 – 2013 | Dacio Castillo            | Honduras      | 24. Februar 2012  | [ 18 ] |
| 2013 – 2014 | Alfredo Suescum           | Panama        | 25. Februar 2013  | [ 19 ] |
| 2014 – 2015 | Mothusi Palai             | Botswana      | 14. März 2014     | [ 20 ] |
| 2015 – 2016 | Abdolazeez al-Otaibi      | Saudi-Arabien | 20. Februar 2015  | [ 21 ] |
| 2016 – 2017 | Modest Jonathan Mero      | Tansania      | 24. Februar 2016  | [ 22 ] |
| 2017 – 2018 | Irene Young               | Hongkong      | 7. April 2017     | [ 23 ] |
| 2018 – 2019 | Walter Werner             | Deutschland   | 7. März 2018      | [ 24 ] |
| 2019 – 2020 | Lundeg Purevsuren         | Mongolei      | 28. Februar 2019  | [ 25 ] |
| 2020 – 2021 | Xolelwa Mlumbi-Peter      | Südafrika     | 3. März 2020      | [ 26 ] |
| 2021 – 2022 | Dagfinn Sørli             | Norwegen      | 4. März 2021      | [ 27 ] |
| 2022 – 2023 | Lansana Gberie            | Sierra Leone  | 24. Februar 2022  | [ 28 ] |
| 2023 – 2024 | Pimchanok Pitfield        | Thailand      | 7. März 2023      | [ 29 ] |
| 2024 – 2025 | Sofia Boza Martinez       | Chile         | 22. März 2024     | [ 30 ] |
| 2025 -      | Emmanuelle Ivanov-Durand  | Frankreich    | 18. Februar 2025  | [ 31 ] |